# Gina Sicilia
Gina Sicilia (* 6. März 1985 in Newton, Pennsylvania) ist eine US-amerikanische Blues-, R&B- und Soul-Sängerin, Songwriterin und Musikerin.

## Biografie
Gina Sicilia ist die Tochter eines italienischen Einwanderers und einer US-Amerikanerin aus Philadelphia. Bereits mit sechs Jahren sang sie bei lokalen Talentwettbewerben. Mit 12 schrieb sie ihre ersten Songs, mit 14 begann sie, sich für Blues und Soul zu interessieren, die fortan ihr musikalischer Schwerpunkt bleiben sollten.
2007 veröffentlichte Gina Sicilia ihr Debütalbum Allow Me To Confess. Der Produzent Richard Rosenblatt wurde auf sie aufmerksam, der sie auf seinem Label VizzTone unter Vertrag nahm. 2008 wurde Sicilia für einen Blues Music Award in der Kategorie „Best New Artist Debut“ nominiert und trat bei der Verleihungszeremonie auf.
Im Oktober 2008 erschien ihr zweites Album Hey Sugar, das Platz 10 der „Living Blues Radio“-Charts erreichte. In den folgenden Jahren tourte sie intensiv durch die Staaten. 2011 nahm sie an der „Legendary Rhythm and Blues Cruise“ teil; dabei trat sie unter anderem mit Kenny Wayne Shepherd, Joan Osborne und The Holmes Brothers auf.
Im März 2011 kam Sicilias drittes Album Can't Control Myself heraus, das gute Kritiken erhielt und bis auf Platz 11 der „Living Blues Radio“-Charts kam.
Ab 2013 erschienen Alben nahezu im Jahresrhythmus.
Das Album Heard the Lie (2018) stieg in den Billboard Blues Music Charts auf Platz 10 und in den „Living Blues Radio“-Charts auf Platz 11.

## Nominierungen und Auszeichnungen
- 2008: Blues Music Award – Nominiert in der Kategorie Best New Artist Debut[3]
- 2008: Blues Blast Music Award – Nominiert in der Kategorie Best New Artist Debut Recording[4]
- 2011: Blues Blast Music Award – Nominiert in der Kategorie Sean Costello Rising Star[5]
- 2017: LA Music Critics Awards – Gewinner der Kategorie Best Blues Artist

## Diskografie
- 2007: Allow Me To Confess
- 2008: Hey Sugar
- 2011: Can't Control Myself
- 2013: It Wasn’t Real
- 2014: The Alabama Sessions
- 2016: Sunset Avenue
- 2017: Tug of War
- 2018: Heard the Lie
- 2020: Love Me Madly
- 2022: Unchange